# Guttigera albicaput
Guttigera albicaput är en fjärilsart som beskrevs av Diakonoff 1955. Guttigera albicaput ingår i släktet Guttigera och familjen styltmalar.
Artens utbredningsområde är Papua Nya Guinea. Inga underarter finns listade i Catalogue of Life.